# Pelpirana
Il Pelpirana è un piccolo torrente dell'Emilia-Romagna, affluente di sinistra del Taro, che nasce dalla zona del monte Pelpi e attraversa l'abitato di Bedonia (PR). Poco a valle di Bedonia confluisce nel Taro.

## Corso del torrente
Il rio Pelpirana nasce dall'unione di un ventaglio di rii che scendono dallo spartiacque con la Val Ceno in prossimità della località di Montevaccà e dell'omonimo passo, nel comune di Bedonia.
Il torrente scende verso valle in una conca boscata strettamente incassato nella roccia ricevendo l'afflusso di alcuni rii minori sino a giungere in località Rio Merlino dove in sinistra idraulica riceve l'omonimo rio proveniente direttamente dalle falde del M. Pelpi. Il Pelpirana all'ingresso in Bedonia prosegue il suo corso tombinato per qualche centinaio di metri a seguito di lavori svolti nella seconda metà del XX secolo, ricevendo in quel tratto in destra il rio Castagnola. Uscito di nuovo allo scoperto in corrispondenza del campo sportivo, il torrente riceve in sinistra il rio Cavignaga, proveniente anch'esso dal M.Pelpi dalla zona delle Fontana delle Barche, terminando quindi la sua corsa in Taro poco a monte di Compiano.
Il bacino del rio Pelpirana va da un'altitudine massima di 1480 m (Monte Pelpi) ai 460 m della confluenza del rio in Taro.

## Regime idrologico
Il Pelpirana ha il regime idrologico tipico dei torrenti appenninici con magre pronunciate in estate e piene autunnali e primaverili. La piovosità media sul suo bacino è piuttosto elevata e oscilla fra i 1400 – 1600 mm di acqua annui, da ciò deriva che, nonostante la modesta estensione del bacino imbrifero, il Pelpirana possa essere interessato da piene importanti. Alla confluenza del rio in Taro la portata massima attesa con tempo di ritorno di 20 anni è di 140 m³/s. Fra le varie piene del Pelpirana si ricorda quella del 10 novembre 1973 che allagò parzialmente il centro di Bedonia e quella del 9 novembre 1982.